# Трнава (притока Трнавки)
Трнава (словац. Trnava) — річка в Словаччині, права притока Трнавки, протікає в окрузі Требишів.
Довжина приблизно 8,5—9,0 км. Витік знаходиться в масиві Підсланські пагорби (підодиниця Богота) на висоті близько 440 метрів. Протікає територією села Збегньов і міста Сечівці..
Впадає в Трнавку на висоті 118-120 метрів.